# Heidi Biebl
Heidi Biebl   (Oberstaufen, 17 de febrer de 1941 - Immenstadt, 20 de gener de 2022) fou una esquiadora alemanya, especialista en esquí alpí, que va competir durant la dècada de 1960. Orfe de pare, mort durant la Segona Guerra Mundial, va aprendre a esquiar amb la seva mare.
El 1960 va prendre part en els Jocs Olímpics d'Hivern de Squaw Valley, on va disputar tres proves del programa d'esquí alpí. Guanyà la medalla d'or en el descens, mentre en les altres dues proves quedà en posicions força endarrerides. Quatre anys més tard, als Jocs d'Innsbruck, tornà a disputar tres proves del programa d'esquí alpí. Fou quarta en el descens i l'eslàlom, mentre en l'eslàlom gegant fou desqualificada.
En el seu palmarès també destaca una medalla d'or al Campionat del Món d'esquí alpí de 1960, així com 30 curses de la Copa del Món i 15 campionats alemanys. El 1966 es va retirar i passà a dirigir una escola d'esquí.